# Бои в Сдероте

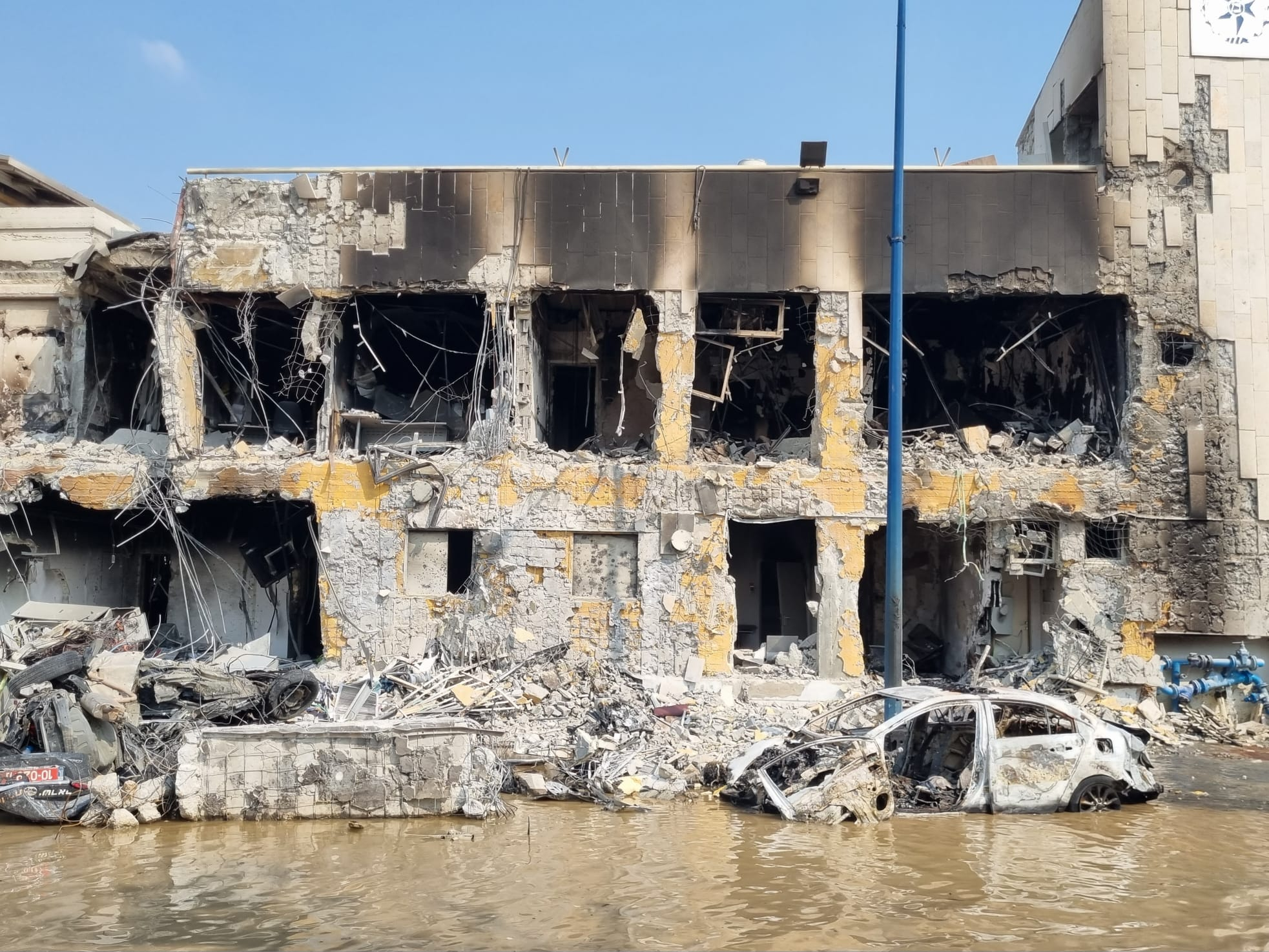
Развалины здания городской полиции Сдерота после нападения террористов

Бои в Сдероте (ивр. קרב שדרות‎, араб. معركة سديروت‎) — бои в израильском городе Сдерот, которые начались 7 октября 2023 года, когда боевики террористических организаций ХАМАС и Палестинский исламский джихад напали на Израиль в октябре 2023 года.

## Предыстория
Израильский город Сдерот, расположенный недалеко от границы между Израилем и сектором Газа, часто становился объектом ракетных обстрелов и вторжений в ходе израильско-палестинского конфликта.

## Развитие событий
7 октября боевики ХАМАСа и Палестинского исламского джихада, прибывшие из Газы, вошли в город и вступили в перестрелку с местными полицейскими и мирными жителями, убив и ранив несколько человек. В конце концов, нападавшие одолели гарнизон местного отделения полиции и заняли его около восьми часов утра.
После прибытия подкрепления ЦАХАЛа полицейский участок был окружён, а затем атакован войсками ЦАХАЛа.
По меньшей мере двадцать израильских полицейских были убиты во время атаки ХАМАСа и Палестинского исламского джихада на полицейский участок.
В 22:00 после многочасового боя полиция решила отправить бульдозер для разрушения станции, опасаясь, что продолжение боя не принесёт результатов. Жителей Сдерота призвали закрыться в своих домах с запертыми дверями. Для устранения террористов из полицейского участка в Сдероте его пришлось постепенно разрушать, впоследствии как минимум одному из террористов удалось сбежать.
8 октября 2023 года примерно в 3:30 утра израильская полиция взяла под контроль полицейский участок в Сдероте и нейтрализовала десять террористов.

### Убийство Лиора Вайцмана
Звукооператор сериала «Фауда» Лиор Вайцман был убит террористами ХАМАСа 7 октября, когда совершал велосипедную прогулку.

### Убийство группы пенсионеров
Рано утром 7 октября туристический микроавтобус отправился в дневную экскурсию на Мёртвое море для пенсионеров, проживающих на территориях рядом с сектором Газа. Автобус подобрал пассажиров в городах Офаким и Нетивот перед прибытием в Сдерот, где группа вынуждена была задержаться из-за спустившей шины. 15 пассажиров в возрасте до 80 лет, среди которых были пережившие Холокост, находились на автобусной остановке возле городской библиотеки, когда зазвучали сирены тревоги. Пассажиры бросились к ближайшему оборудованному убежищу с автоматической дверью, однако дверь не открылась, не оставив людям шансов на спасение. Террористы, въехавшие в этот момент в Сдерот на двух микроавтобусах, увидели их и хладнокровно расстреляли с близкого расстояния, методично убедившись, что все жертвы мертвы. Выжил лишь водитель группы, израильский араб, которого, возможно, пощадили из-за того, что он мог сказать что-то террористам по-арабски.

### Расстрел семьи Свиса и героический поступок Амира Абу Сабилы
Семья с двумя маленькими детьми была обнаружена группой террористов возле городского торгового комплекса. Отец семьи Долев Свиса был убит при попытке семьи укрыться от атаки. Мать с девочками трёх и шести лет сумели укрыться в машине, однако в состоянии шока Одая не в силах была управлять автомобилем.
Это увидел 25-летний строитель Амир Абу Сабила — израильский араб, бедуин пустыни Негев, который приехал в Сдерот к своим братьям, работавшим там охранниками. Не жалея себя и имея возможность спастись, он бросился на помощь незнакомцам, занял место убитого отца семьи за рулём и вывел машину из-под огня террористов. Проезжавший мимо на гражданской машине полицейский призвал их следовать за ним к полицейскому участку, который, как все надеялись, мог бы послужить укрытием. Однако к тому времени участок был захвачен, и они вновь попали под огонь, которым полицейский, Амир Абу Сабила и Одая были убиты. Дети семьи чудом выжили, лёжа на полу автомобиля во время атаки. Роми, 6 лет, и Лия, 3 года, позже были спасены из машины израильской полицией.
История героического поступка Амира Абу Сабилы стала широко известна в обществе, заставив гордиться взамопомощью бедуинов и евреев, мирно живущих рядом друг с другом.

## Расследование
В апреле 2025 года был опубликован отчет Армии обороны Израиля о событиях 7 октября 2023 года. Было признано, что армия не справилась с защитой города и его жителей. В Сдероте от рук боевиков погибли 53 израильтянина: 37 гражданских и 16 сотрудников служб безопасности, в том числе 11 полицейских, трое военнослужащих и двое пожарных. Жители Сдерота критикуют отчет за неполноту.